# 松島進一郎
松島進一郎は、日本の演歌歌手。身長170cm、血液型はAB型。鳥取県東伯郡湯梨浜町生まれ、大阪府出身。所属事務所は株式会社FCSハーモニー。レコード会社はメロディーレコーズ。モットーは「努力」「日々精進」。

## 略歴
本名は古田進。年少の頃より歌が好きで、日常茶飯事歌を口ずさんでいた。高校卒業後、大阪で就職。その後、電気工事関係の会社を創業する一方、好きな河内音頭などを学ぶ。
2002年、会社経営の傍ら、歌謡漫才宮川左近ショーでギターを担当している松島一夫に師事する。2007年、「貴男偲んで」「雪の函館港」でキングレコードから歌手デビュー。影響を受けた歌手として、北島三郎と美空ひばりを挙げている。サンテレビジョン演歌百撰に多数回出演した。
2008年、通天閣劇場TENGEKIの月1回のショーにてトリ前で歌う。2ndシングル「心杖 つえ」「通天閣の灯」をキングレコードより発売。
2009年、ラジオ関西にてラジオ番組、松島進一郎「演歌一直線」を始める。
2010年、サンテレビジョンにて「松島進一郎、出光仁美の演歌一直線」の放送を開始。株式会社エイフォース・エンタテイメントより「娘」C/W「男みち」を発売。また、12月15日リニューアル盤で、「心杖（つえ）」「貴男偲んで」をウェブクウより発売。
2012年、「末娘」を日本コロムビアより発売。
2013年、「人生夫婦坂」を徳間ジャパンより発売。
2014年、「おふくろ」「人生おとこ道」を徳間ジャパンより発売。2015年2月、有線放送3週連続1位、その後3月～6月も上位ランクイン。同年7月有線放送2週連続1位、その後も上位ランクイン。
2016年、10周年記念曲「浪花の男 上州一匹旅鴉」を徳間ジャパンより発売。

## 音楽

### シングル
| #        | 発売日          | タイトル         | 作詞         | 作曲       | 編曲       |
| 2000年代 | 2000年代        | 2000年代         | 2000年代     | 2000年代   | 2000年代   |
| -------- | --------------- | ---------------- | ------------ | ---------- | ---------- |
| 1        | 2007年 11月7日  | 貴男偲んで       | 松島一夫     | 大饗健     | 鈴木英明   |
| 2        | 2007年 11月7日  | 雪の函館港       | 松島一夫     | 大饗健     | 鈴木英明   |
| 3        | 2009年 2月25日  | 心杖             | 柴田ちくどう | 三笠功二   | 鈴木英明   |
| 4        | 2009年 2月25日  | 通天閣の灯       | 安永由起夫   | 榎谷おさむ | 池多 春    |
| 2010年代 |                 |                  |              |            |            |
| 5        | 2010年 10月20日 | 娘               | 山本慎吾     | 松原曽平   | 松原曽平   |
| 6        | 2010年 10月20日 | 男みち           | 柴田ちくどう | 松原曽平   | 松原曽平   |
| 7        | 2012年 7月18日  | 末娘             | 森坂とも     | 水森英夫   | 石倉重信   |
| 8        | 2012年 7月18日  | 心杖             | 柴田ちくどう | 三笠功二   | 鈴木英明   |
| 9        | 2013年 9月4日   | 人生夫婦坂       | 柴田ちくどう | 宗田克明   | 伊戸のりお |
| 10       | 2013年 9月4日   | みちのくながし唄 | 柴田ちくどう | 宗田克明   | 伊戸のりお |
| 11       | 2014年 7月2日   | おふくろ         | 志賀大介     | 宮下健治   | 伊戸のりお |
| 12       | 2014年 7月2日   | 人生おとこ道     | 志賀大介     | 宮下健治   | 伊戸のりお |
| 13       | 2016年 8月24日  | 浪花の男         | 柴田ちくどう | 宮下健治   | 南郷達也   |
| 14       | 2016年 8月24日  | 上州一匹旅鴉     | 柴田ちくどう | 宮下健治   | 南郷達也   |

## メディア

### 自主オーナー番組
テレビ
- サンテレビジョン 演歌一直線（2010年）
- 奈良テレビ放送 奈良演歌劇場(2010年〜2011年）
- サンテレビジョン　松島、出光の演歌一直線（2011年〜2013年）
- ジュピターテレコム/J-com 松島、出光の演歌一直線（2012年〜2013年）
- BSジャパン 進ちゃん・和ちゃんの唄トーク（2013年）

ラジオ
- ラジオ関西 松島進一郎と松村和子の演歌一直線
- ラジオ大阪 松島進一郎「男心の一直線」毎週日曜 21:00〜21:30

### 音楽番組
- 演歌百撰
- 三重テレビ放送 激カラ♪スターチャンネル♪ 他
- 岐阜放送激カラ♪スターチャンネル♪ 他

## イベント

### 自主イベント
- NHK大阪ホール 高齢者・障害者支援チャリティー音楽祭（2013年〜2017年）計5回

### 協賛イベント
- 日本福祉放送 JBSチャリティー歌謡音楽祭　（2007年〜2012年）計6回